# Phyllonorycter viminetorum
Phyllonorycter viminetorum är en fjärilsart som först beskrevs av Henry Tibbats Stainton 1854.  Phyllonorycter viminetorum ingår i släktet guldmalar, och familjen styltmalar.
Artens utbredningsområde är:
- Österrike.
- Belgien.
- Lettland.
- Litauen.
- Tjeckien.
- Slovakien.
- Frankrike.
- Tyskland.
- Irland.
- Italien.
- Nederländerna.
- Polen.
- Schweiz.
- Ukraina.

Inga underarter finns listade i Catalogue of Life.

## Bildgalleri

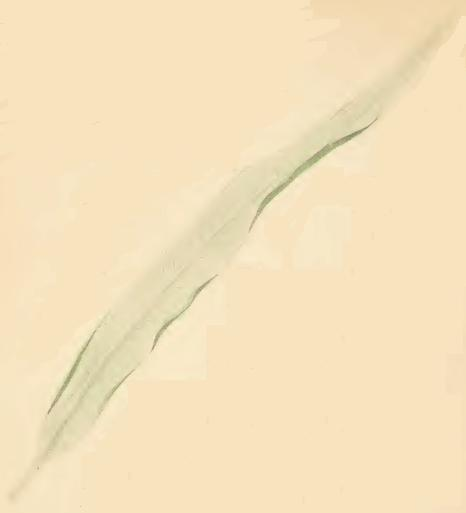
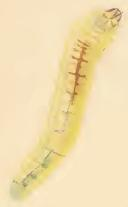